# Tiara i korona
Tiara i korona is een roman van de Poolse schrijver Teodor Jeske-Choiński, voor het eerst gepubliceerd in 1900. Politieke conflicten en religieuze opvattingen staan centraal in de roman over het beroemde geschil tussen Keizer Hendrik IV en Paus Gregorius VII.